# Hedwiżyn (przystanek kolejowy)
Hedwiżyn – dawny przystanek kolejki wąskotorowej w Woli Dużej, w gminie wiejskiej Biłgoraj, w powiecie biłgorajskim, w województwie lubelskim.
Był to jeden z przystanków na trasie linii wąskotorowej, która w latach 1914–1915 i 1916–1971 łączyła Biłgoraj ze Zwierzyńcem. Znajdowała się tu infrastruktura, która umożliwiała napełnianie parowozów wodą.
W latach 70. XX w. wybudowano linie kolejowe nr 65 i 66; w efekcie tej inwestycji opisana tu kolej wąskotorowa została zlikwidowana, a przystanek Hedwiżyn przestał istnieć. Jego funkcję przejął nowy przystanek kolei normalnotorowej o nazwie Wola Duża.